# Nana Barya
Die Nana Barya ist ein Fluss in Zentralafrika und der linke Zufluss des Ouham.

## Verlauf
Der Fluss hat seine Quelle am Massiv der Karré-Berge in der Präfektur Ouham-Pendé in der Zentralafrikanischen Republik und fließt in nordöstlicher Richtung. Er bildet auf einer Länge von ca. 120 km die Grenze zwischen der Zentralafrikanischen Republik und dem Tschad. Das Wildtierreservat Nana Barya, das nach dem Fluss benannt ist, wird von ihm im Norden begrenzt.

## Hydrometrie
Durchschnittliche monatliche Durchströmung der Nana Barya gemessen an der hydrologischen Station in Markounda, etwa 100 km oberhalb der Mündung in den Ouham in m³/s.